# Astropecten mauritianus
Astropecten mauritianus is een kamster uit de familie Astropectinidae.
De wetenschappelijke naam van de soort werd in 1840 gepubliceerd door John Edward Gray.